# Tynda
Huyện Tynda (tiếng Nga: ? райо́н) là một huyện hành chính tự quản (raion), của Tỉnh Amur, Nga. Huyện có diện tích 18 km², dân số thời điểm ngày 1 tháng 1 năm 2000 là 13600 người. Trung tâm của huyện đóng ở Tynda.